# Leitos
Leitos (altgriechisch Λήιτος Lḗitos) ist eine Gestalt der griechischen Mythologie.
Er war ein Sohn des Alektryon oder Elektryon (Sohn des Itonos). Als einer der boiotischen Anführer des griechischen Heeres vor Troja tötete er den Phylakos und wurde seinerseits von Hektor verwundet.
Leitos soll auch die Gebeine des Arkesilaos in die Heimat zurückgebracht haben. Bei Apollodor wird er (fälschlicherweise als „Sohn des Alektor“) unter den Argonauten gelistet und an anderer Stelle zu den Freiern der Helena gerechnet.
Sein Grabmal wurde in Plataiai gezeigt.